# 查尔斯·迪克斯特·瓦德事件
《查尔斯·迪克斯特·瓦德事件》（The Case of Charles Dexter Ward）是H·P·洛夫克拉夫特在1927年上半年寫就的一部克蘇魯神話系列短篇恐怖小說，它在作者死後的1941年才在《詭麗幻譚》5月和7月刊上出版。1943年阿卡姆出版社（Arkham House）再版。
猶格·索托斯在本文中首次登場。《鬧鬼的宮殿》（1963）和《死而复生》（1991）這兩部電影是依據本文改編的。

## 故事劇情
故事發生於1928年，查尔斯·迪克斯特·瓦德出身於羅德島的一個顯赫世家，但因患有精神病被拘留在精神病院裡。他沉迷於召喚身為巫師的祖先約瑟夫·柯溫（Joseph Curwen），在逃出瘋人院後，成功召喚出祖先。瓦德的醫生马里努斯·比克内尔·威利特（Marinus Bicknell Willett）跟蹤調查，最終將柯溫驅逐。

## 靈感

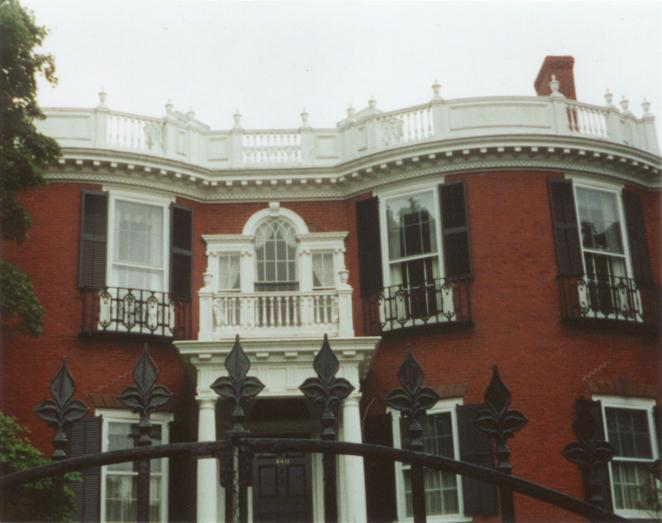
前景街140號

1925年8月，洛夫克拉夫特的姑姑莉莉安（Lillian）寄給他一篇關於羅德島普羅維登斯前景街140號（140 Prospect Street）的鬼故事，這棟建築由托馬斯·勞埃德·哈斯利（Thomas Lloyd Halsey）上校建於1801年。它就是小說裡瓦德之家的原型。
此外沃尔特·德拉梅尔的《回歸》（The Return，1910）、M·R·詹姆斯的《瑪格努斯伯爵》（Count Magnus，1904）和納撒尼爾·霍桑的《带有七个尖角阁的房子》（1851）可能對洛夫克拉夫特造成過影響，洛夫克拉夫特曾說《带有七个尖角阁的房子》是新英格蘭最偉大的怪奇小說。

## 評價
洛夫克拉夫特本人不喜歡這篇小說，也沒打算出版它。但後世對它好評不斷，美國作家雷·丹尼爾斯（Les Daniels）說這是洛夫克拉夫特最好的作品。美國學者E·F·布莱勒（E. F. Bleiler）說：“儘管它有點套路，但仍有不少好點子和好段子”。

## 外部連接
- 列在網路推理小說資料庫中的《查尔斯·迪克斯特·瓦德事件》
- 手稿 （页面存档备份，存于）
- The Haunted Palace (1963) （页面存档备份，存于），Internet Movie Database
- The Resurrected (1992) （页面存档备份，存于），Internet Movie Database